# Chauliodus macouni
Il pesce vipera del Pacifico (Chauliodus macouni Bean, 1890) è una specie appartenente alla famiglia Stomiidae diffusa nelle zone abissali dell'Oceano Pacifico.

## Descrizione
Questa specie raggiunge tipicamente una lunghezza compresa tra i 25 e i 30 cm, presenta una colorazione blu-metallica o nera chiara con pinne di colore blu. I pesci vipera si caratterizzano per avere lunghi denti e vari fotofori lungo il corpo e nella pinna dorsale.

## Biologia
Questa specie è riscontrabile in zone abissali del Pacifico a profondità comprese tra 25 e 4390 m. Si ciba principalmente di crostacei e piccoli pesci. La speranza di vita massima registrata è 8 anni, mentre l'età nella quale raggiunge la maturità sessuale è sconosciuta, ma si sa che si tratta di una specie ovipara.